# Równoczesność
Równoczesność − zachodzenie zdarzeń o różnych współrzędnych przestrzennych w tym samym czasie.
W mechanice newtonowskiej równoczesność zdarzeń nie zależy od układu odniesienia, co związane jest z niezmiennością upływu czasu.

## Szczególna teoria względności
Zgodnie ze szczególną teorią względności dwa zdarzenia są równoczesne w pewnym układzie odniesienia, gdy mają w tym układzie tę samą współrzędną czasową. Przejście do  innego układu inercjalnego – poruszającego się z niezerową prędkością względem pierwszego – powoduje, że jedno z tych zdarzeń jest obserwowane jako wcześniejsze.
Odwrotna relacja nie zawsze jest prawdziwa. Dla zdarzeń nierównoczesnych w jednym układzie odniesienia może istnieć, ale nie musi, układ odniesienia, w którym zdarzenia te będą równoczesne.
Te zależności ilustruje diagram czasoprzestrzenny przedstawiający czasoprzestrzeń Minkowskiego. Zmiana inercjalnego układu odniesienia powoduje pochylenie osi współrzędnych. Skutkiem tego zmienia się kąt nachylenia linii określających równy upływ czasu. 
W układzie poruszającym się z prędkością przekraczającą prędkość światła w próżni sekwencja zdarzeń ulega odwróceniu, co prowadzi do paradoksów przyczynowości. Jest to argument przeciwko istnieniu tachionów.